# Serge Ibaka
Serge Jonas Hugo Ibaka Ngobila, né le 18 septembre 1989 à Brazzaville en République du Congo, est un joueur congolo-espagnol de basket-ball. Il évolue au poste de pivot voire d'ailier fort.
Avec l'équipe d'Espagne, il remporte le championnat d'Europe en 2011 et la médaille d'argent aux Jeux olympiques de 2012.
En 2019, Serge Ibaka devient champion de la NBA avec les Raptors de Toronto.

## Biographie

### Carrière de basketteur

#### Début de carrière en Europe
Ibaka a joué en France, à Prissé-Mâcon en Cadets, puis au CB L'Hospitalet dans le championnat espagnol entre 2007 et 2009 : d'abord en LEB Oro (deuxième division) lors de la saison 2007-2008 puis en Liga ACB après la promotion de l'équipe.
Il est choisi en 24e position par les SuperSonics de Seattle lors de la Draft 2008 de la NBA, devenant le premier joueur de la République du Congo à être sélectionné dans la ligue. Toutefois, le Thunder d'Oklahoma City - la franchise des SuperSonics déménage à Oklahoma City et change de nom - décide de le laisser poursuivre sa carrière en Europe. Il rejoint le club espagnol de Bàsquet Manresa qui évolue en Liga ACB, signant un contrat de trois ans mais en prenant soin de conserver la possibilité de partir pour la NBA après chaque saison. Lors de la saison 2008-2009, il présente des statistiques de 7,1 points, 4,5 rebonds et 1 contre en 16 minutes par match.

#### Thunder d'Oklahoma City (2009-2016)
À la suite de la Summer League 2009 d'Orlando, le Thunder offre un contrat de deux ans garanti - et deux ans en option - et rachète le contrat liant Ibaka au club espagnol en payant la somme maximale de 450 000 euros autorisée par la NBA. Pour sa première saison en NBA, il dispute 73 rencontres de saison régulière et présente des statistiques de 6,3 points, 5,4 rebonds et 1,3 contre par match en 18 minutes. Il termine au 20e rang de la ligue au nombre de contres par match. Il participe à la première série de playoffs de sa carrière face aux Lakers de Los Angeles. Ceux-ci l'emportent sur le score de quatre à deux. Lors de cette série, il participe aux six rencontres, disputant une moyenne de 25 minutes et présentant des statistiques de 7,8 points, 6,5 rebonds et 2 contres. Lors du deuxième match de la série, finalement remporté 95 à 92 par les Lakers, il réalise sept contres.
Pour sa seconde saison en NBA, il est sélectionné pour participer au Slam Dunk Contest lors du NBA All-Star Game 2011 finalement remporté par Blake Griffin. Ses statistiques en saison régulière sont de 9,9 points, 7,6 rebonds, 0,3 passe et 2,4 contres. Dans cette dernière catégorie, il termine au troisième rang de la ligue derrière Andrew Bogut, premier avec 2,6, et JaVale McGee. Il est toutefois le joueur qui a réalisé le plus grand nombre de contres au total lors de la saison avec 198 tirs contrés. Le Thunder participe de nouveau aux playoffs. Lors du premier tour de ceux-ci, la franchise d'Oklahoma City élimine les Nuggets de Denver sur le score de quatre à un. Lors du troisième match de cette série, remporté par son équipe, il marque 22 points, égalant son record en carrière, capte 16 rebonds et réalise 4 contres.
En 2011, il est naturalisé espagnol et est sélectionné pour l'EuroBasket. Il joue peu mais réalise deux bonnes rencontres : contre la Lituanie il marque 15 points à 7/9 au tir avec 9 rebonds en 17 minutes ; contre la France, en finale, il réussit 5 contres. L'Espagne remporte finalement le tournoi.
Le 25 octobre 2011, il rejoint le club du Real Madrid en attendant la fin du lock-out NBA. Durant cette période, il dispute six matches de championnat, pour un temps de jeu de 14 minutes avec des statistiques de 6,6 points et 4,0 rebonds. Il dispute également six rencontres en Euroligue, inscrit 5,5 points et capte 4,7 rebonds en 14 min 55 s. Il repart à Oklahoma City une fois le lock-out terminé.
En mai 2014, il se blesse au mollet lors de la série de playoffs contre les Clippers de Los Angeles et le Thunder annonce qu'il manquera jusqu'à la fin des playoffs. Il revient toutefois au 3e match de la série entre le Thunder et les Spurs de San Antonio, alors que son équipe est menée 2-0. Lors de cette rencontre, il marque 15 points, prend 7 rebonds et réalise 4 contres dans une victoire de son équipe. Le Thunder est toutefois éliminé 4-2.

#### Magic d'Orlando (2016-2017)
Le 23 juin 2016, Ibaka part au Magic d'Orlando dans un échange contre Victor Oladipo, Ersan İlyasova et Domantas Sabonis.
Le 26 octobre, il fait ses débuts avec le Magic lors du match d'ouverture de la saison, marque 14 points et prend sept rebonds dans la défaite 108 à 96 chez le Heat de Miami. Le 13 novembre 2016, il marque 31 points, son record en carrière, dont le panier de la victoire 119 à 117 contre son ancienne équipe, le Thunder d'Oklahoma City.

#### Raptors de Toronto (2017-2020)
Le 14 février 2017, il est transféré chez les Raptors de Toronto en échange de Terrence Ross et d'un premier tour de draft 2017. Le 21 mars 2017, il est au cœur d'une bagarre avec Robin Lopez lors du troisième quart-temps contre les Bulls de Chicago et écope d'une suspension d'un match.
Le 1er juillet 2017, il devient agent libre. Le 7 juillet 2017, il signe un nouveau contrat de 65 millions de dollars sur trois ans avec les Raptors.
Le 4 novembre 2018, il réalise son meilleur match en carrière chez les Lakers de Los Angeles avec 34 points (15/17 aux tirs) et 10 rebonds ; match durant lequel il marque ses 14 premiers tirs, devenant le premier joueur à démarrer la rencontre à 14 sur 14 aux tirs depuis Shaquille O'Neal en février 2006. Le 3 février 2019, Ibaka marque 16 points et prend 12 rebonds lors de la victoire 121 à 103 contre les Clippers de Los Angeles, réalisant son sixième double-double consécutif, la plus longue série pour un Raptor depuis Chris Bosh avec huit en novembre 2009.
Le 11 mars 2019, lors du déplacement chez les Cavaliers de Cleveland, Ibaka en vient aux mains avec Marquese Chriss et écope de trois matches de suspension.
À l'issue de la saison 2018-2019, les Raptors accèdent aux playoffs NBA 2019 et remportent le titre après avoir battu successivement le Magic d'Orlando, les 76ers de Philadelphie, les Bucks de Milwaukee et les Warriors de Golden State lors des finales. Serge Ibaka et les frères Marc et Pau Gasol sont les seuls joueurs espagnols à avoir remporté le titre NBA.

#### Clippers de Los Angeles (2020-2022)
Pour la saison 2020-2021, Ibaka s'engage avec les Clippers de Los Angeles. Le contrat dure une saison avec une année supplémentaire en option pour 19 millions de dollars.

#### Bucks de Milwaukee (2022-2023)
En février 2022, il est transféré aux Bucks de Milwaukee dans un échange entre quatre équipes,
À l'été 2022, Ibaka est prolongé par les Bucks.
En février 2023, il est transféré aux Pacers de l'Indiana mais est laissé libre par les Pacers.

#### Bayern Munich (2023-2024)
Le 16 septembre 2023, il signe un contrat avec Bayern Munich pour la saison 2023-24,.

#### Retour au Real Madrid (2024-2025)
En juillet 2024, Ibaka s'engage pour une saison avec le Real Madrid.

### Carrière dans la musique
En 2021, Serge Ibaka a réalisé « Champion » une musique en coopération avec le rappeur français Ninho.
En juin 2024, il invite le rappeur Français Kerchak pour le single Mafuzzy Style II.

### Carrière à la télévision
Serge Ibaka fait l'objet d'une série-réalité appelé I am Serge Ibaka pour la chaîne de télévision française Trace, réalisée par Elvis Adidiema. Celle-ci met en scène son quotidien entre Toronto, Paris, Brazzaville et Kinshasa. La première diffusion a eu lieu en septembre 2019.

### Vie privée
Ses parents sont tous deux des joueurs internationaux de basket-ball. Son père, Désiré Ibaka a évolué avec la République du Congo et sa mère est originaire de Brazzaville mais a vécu a Kinshasa et a évolué avec la République démocratique du Congo.
Ibaka, qui ne parlait pas anglais quand il est arrivé en NBA, dépendait alors de l'aide de son coéquipier Moses Ehambe de traduire pour lui. Après une longue année consacrée à apprendre l'anglais, Ibaka parle quatre langues : le lingala, sa langue maternelle, le français, l'espagnol et l'anglais.
En octobre 2012, Serge Ibaka est en couple avec la chanteuse américaine Keri Hilson. Le couple met fin à leur relation en novembre 2016,.
Il est également le père d'une fille nommée Rani dont il apprend l'existence en 2013, cinq ans après sa naissance,.

## Filmographie

### Émissions
- 2019 : I am Serge Ibaka

## Discographie

### Albums studio
- 2022 : ART

### Singles
- 2021 : Champion feat. Ninho
- 2021 : Leggo feat. Tayc
- 2021 : Rumba feat. Guy2Bezbar
- 2021 : Tayari feat. Diamond Platnumz et Mohombi
- 2021 : Like This feat. Diplo et Gyakie
- 2023 : What It Do Baby
- 2023 : Sudwe feat. Gyakie
- 2024 : Mafuzzy Style II feat. Kerchak
- 2024 : Travailler feat. Didi B

## Style de jeu
Serge Ibaka est apprécié pour son énergie, sa puissance et sa taille dans la raquette, notamment en défense où sa polyvalence lui permet de contenir les ailiers-fort et les pivots.
Il peut également s'écarter et prendre des tirs au large, ayant de bons pourcentages à mi-distance comme à 3 points. Il est surnommé Iblocka du fait de ses nombreux contres spectaculaires.

## Palmarès

### En franchise
- Champion NBA en 2019 avec les Raptors de Toronto.
- Finales NBA en 2012 contre le Heat de Miami avec le Thunder d'Oklahoma City.
- Champion de la Conférence Est en 2019 avec les Raptors de Toronto.
- Champion de la Conférence Ouest en 2012 avec le Thunder d'Oklahoma City.
- Champion de la Division Nord-Ouest en 2011, 2012, 2013 et 2014 avec le Thunder d'Oklahoma City.
- Champion d'Espagne en 2025.

### Distinctions personnelles
- NBA All-Defensive First Team en 2012 en 2013 et 2014
- Meilleur contreur NBA en 2012 (3,65 contres par match) et 2013 (3,02).
- Joueur ayant fait le plus de contres sur une saison en 2011 (198), 2012 (241), 2013 (242) et 2014 (219)[45].

### Sélection espagnole
- Tournoi olympique de basket-ball masculin
  -  Médaille d'argent aux Jeux olympiques 2012 de Londres.
- Championnat d'Europe
  -  Médaille d'or au Championnat d'Europe 2011.

## Statistiques
Légende :
| Leader de la ligue |

gras = ses meilleures performances
Les tableaux suivants présentent les statistiques individuelles de Serge Ibaka pendant sa carrière professionnelle.

### Statistiques détaillées en Europe
| Saison    | Équipe                  | Matchs | Titul. | Min./m | % Tir | % 3pts | % LF  | Rbds/m. | Pass/m. | Int/m. | Ctr/m. | Pts/m. |
| --------- | ----------------------- | ------ | ------ | ------ | ----- | ------ | ----- | ------- | ------- | ------ | ------ | ------ |
| 2008-2009 | Bàsquet Manresa         | 31     | 7      | 16,1   | 55,0  | 25,0   | 72,1  | 4,52    | 0,19    | 0,32   | 0,29   | 7,10   |
| 2011-2012 | Real Madrid (ACB)       | 6      | 2      | 14,6   | 58,1  | 0,0    | 100,0 | 4,00    | 0,00    | 0,67   | 2,00   | 6,67   |
| 2011-2012 | Real Madrid (Euroligue) | 6      | 0      | 14,9   | 57,1  | 0,0    | 81,8  | 4,67    | 0,00    | 0,50   | 2,00   | 5,50   |

### Statistiques détaillées en NBA

#### Saison régulière
| Saison    | Équipe        | Matchs | Titul. | Min./m | % Tir | % 3pts | % LF | Rbds/m. | Pass/m. | Int/m. | Ctr/m. | Pts/m. |
| --------- | ------------- | ------ | ------ | ------ | ----- | ------ | ---- | ------- | ------- | ------ | ------ | ------ |
| 2009-2010 | Oklahoma City | 73     | 0      | 18,1   | 54,3  | 50,0   | 63,0 | 5,44    | 0,14    | 0,34   | 1,33   | 6,32   |
| 2010-2011 | Oklahoma City | 82     | 44     | 27,0   | 54,3  | 0,0    | 75,0 | 7,59    | 0,27    | 0,38   | 2,41   | 9,85   |
| 2011-2012 | Oklahoma City | 66     | 66     | 27,1   | 53,5  | 33,3   | 66,1 | 7,55    | 0,42    | 0,50   | 3,65   | 9,14   |
| 2012-2013 | Oklahoma City | 80     | 80     | 31,1   | 57,3  | 35,1   | 74,9 | 7,70    | 0,54    | 0,35   | 3,02   | 13,16  |
| 2013-2014 | Oklahoma City | 81     | 81     | 32,9   | 53,6  | 38,3   | 78,4 | 8,75    | 1,04    | 0,48   | 2,70   | 15,15  |
| 2014-2015 | Oklahoma City | 64     | 64     | 33,1   | 47,6  | 37,6   | 83,6 | 7,80    | 0,86    | 0,47   | 2,42   | 14,33  |
| 2015-2016 | Oklahoma City | 78     | 78     | 32,1   | 47,9  | 32,6   | 75,2 | 6,83    | 0,85    | 0,49   | 1,90   | 12,60  |
| 2016-2017 | Orlando       | 56     | 56     | 30,5   | 48,8  | 38,8   | 84,6 | 6,82    | 1,07    | 0,61   | 1,62   | 15,11  |
| 2016-2017 | Toronto       | 23     | 23     | 31,0   | 45,9  | 39,8   | 88,2 | 6,78    | 0,65    | 0,30   | 1,43   | 14,22  |
| 2017-2018 | Toronto       | 76     | 76     | 27,5   | 48,3  | 36,0   | 79,7 | 6,29    | 0,82    | 0,38   | 1,30   | 12,62  |
| 2018-2019 | Toronto       | 74     | 51     | 27,2   | 52,9  | 29,0   | 76,3 | 8,12    | 1,34    | 0,39   | 1,39   | 15,03  |
| 2019-2020 | Toronto       | 55     | 27     | 27,0   | 51,2  | 38,5   | 71,8 | 8,22    | 1,40    | 0,51   | 0,84   | 15,36  |
| 2020-2021 | L.A. Clippers | 41     | 39     | 23,3   | 51,0  | 33,9   | 81,1 | 6,71    | 1,80    | 0,22   | 1,15   | 11,07  |
| 2021-2022 | L.A. Clippers | 35     | 10     | 15,4   | 49,0  | 38,7   | 69,0 | 4,29    | 1,03    | 0,20   | 0,74   | 6,63   |
| 2021-2022 | Milwaukee     | 19     | 2      | 17,8   | 51,9  | 35,1   | 80,0 | 5,26    | 0,68    | 0,21   | 0,37   | 7,00   |
| 2022-2023 | Milwaukee     | 16     | 0      | 11,6   | 48,1  | 33,3   | 61,5 | 2,75    | 0,25    | 0,12   | 0,44   | 4,12   |
| Carrière  | Carrière      | 919    | 697    | 27,3   | 51,3  | 35,9   | 75,7 | 7,09    | 0,82    | 0,41   | 1,91   | 12,00  |

Dernière mise à jour le 30 juin 2023

#### Playoffs
| Saison   | Équipe        | Matchs | Titul. | Min./m | % Tir | % 3pts | % LF  | Rbds/m. | Pass/m. | Int/m. | Ctr/m. | Pts/m. |
| -------- | ------------- | ------ | ------ | ------ | ----- | ------ | ----- | ------- | ------- | ------ | ------ | ------ |
| 2010     | Oklahoma City | 6      | 0      | 25,4   | 57,1  | 0,0    | 70,0  | 6,50    | 0,33    | 0,33   | 2,00   | 7,83   |
| 2011     | Oklahoma City | 17     | 17     | 28,8   | 46,2  | 0,0    | 82,5  | 7,29    | 0,18    | 0,24   | 3,06   | 9,82   |
| 2012     | Oklahoma City | 20     | 20     | 28,5   | 52,8  | 25,0   | 72,2  | 5,75    | 0,60    | 0,55   | 2,95   | 9,75   |
| 2013     | Oklahoma City | 11     | 11     | 33,3   | 43,7  | 44,4   | 79,2  | 8,36    | 0,73    | 0,00   | 3,09   | 12,82  |
| 2014     | Oklahoma City | 17     | 17     | 34,2   | 59,2  | 38,5   | 76,5  | 6,82    | 0,71    | 0,65   | 2,47   | 12,06  |
| 2016     | Oklahoma City | 18     | 18     | 33,5   | 52,1  | 44,9   | 75,0  | 6,28    | 0,56    | 0,78   | 1,33   | 12,00  |
| 2017     | Toronto       | 10     | 10     | 30,6   | 46,2  | 31,6   | 84,6  | 6,50    | 1,40    | 0,40   | 1,70   | 14,30  |
| 2018     | Toronto       | 10     | 9      | 26,0   | 41,7  | 37,5   | 81,8  | 5,90    | 1,10    | 0,10   | 1,30   | 8,70   |
| 2019     | Toronto       | 18     | 0      | 21,4   | 44,8  | 21,9   | 75,9  | 6,22    | 0,89    | 0,33   | 0,72   | 8,72   |
| 2020     | Toronto       | 11     | 0      | 22,9   | 57,3  | 51,1   | 100,0 | 7,73    | 1,18    | 0,18   | 1,27   | 14,82  |
| 2021     | L.A. Clippers | 2      | 0      | 9,2    | 50,0  | 0,0    | 100,0 | 2,00    | 1,00    | 0,50   | 1,50   | 5,00   |
| 2022     | Milwaukee     | 6      | 0      | 3,7    | 25,0  | 0,0    | 50,0  | 1,70    | 0,00    | 0,00   | 0,00   | 1,50   |
| Carrière | Carrière      | 152    | 102    | 27,1   | 49,9  | 38,2   | 78,9  | 6,30    | 0,70    | 0,40   | 1,90   | 10,60  |

Dernière mise à jour effectuée le 30 mai 2022

## Records sur une rencontre en NBA
Les records personnels de Serge Ibaka en NBA sont les suivants, :
| Record de la franchise |

| Type de statistique        | Saison régulière | Saison régulière        | Saison régulière | Playoffs | Playoffs                   | Playoffs      |
| Type de statistique        | Record           | Adversaire              | Date             | Record   | Adversaire                 | Date          |
| -------------------------- | ---------------- | ----------------------- | ---------------- | -------- | -------------------------- | ------------- |
| Points                     | 34               | @ Lakers de Los Angeles | 4 novembre 2018  | 27       | @ Nets de Brooklyn         | 23 août 2020  |
| Paniers marqués            | 15               | @ Lakers de Los Angeles | 4 novembre 2018  | 12       | @ Nets de Brooklyn         | 23 août 2020  |
| Paniers tentés             | 21               | 6 fois                  | 6 fois           | 18       | Cavaliers de Cleveland     | 7 mai 2017    |
| Paniers à 3 points réussis | 5                | 5 fois                  | 5 fois           | 5        | Spurs de San Antonio       | 6 mai 2016    |
| Paniers à 3 points tentés  | 11               | Bucks de Milwaukee      | 9 décembre 2018  | 7        | 2 fois                     | 2 fois        |
| Lancers francs réussis     | 10               | @ Hornets de Charlotte  | 2 janvier 2016   | 10       | @ Nuggets de Denver        | 23 avril 2011 |
| Lancers francs tentés      | 10               | 7 fois                  | 7 fois           | 10       | @ Nuggets de Denver        | 23 avril 2011 |
| Rebonds offensifs          | 9                | Suns de Phoenix         | 7 mars 2012      | 7        | 2 fois                     | 2 fois        |
| Rebonds défensifs          | 16               | @ Bucks de Milwaukee    | 16 novembre 2013 | 12       | 2 fois                     | 2 fois        |
| Rebonds totaux             | 22               | Mavericks de Dallas     | 19 février 2015  | 16       | @ Nuggets de Denver        | 23 avril 2011 |
| Passes décisives           | 6                | 2 fois                  | 2 fois           | 6        | Bucks de Milwaukee         | 18 avril 2017 |
| Interceptions              | 3                | 7 fois                  | 7 fois           | 3        | @ Warriors de Golden State | 18 mai 2016   |
| Contres                    | 11               | Nuggets de Denver       | 19 février 2012  | 9        | Nuggets de Denver          | 27 avril 2011 |
| Balles perdues             | 6                | @ Pacers de l'Indiana   | 15 mars 2018     | 5        | Nuggets de Denver          | 27 avril 2011 |
| Minutes jouées             | 47               | @ Knicks de New York    | 26 janvier 2016  | 49       | Spurs de San Antonio       | 31 mai 2014   |

- Double-double : 186 (dont 19 en playoffs)
- Triple-double : 1

Dernière mise à jour : 7 mars 2022

## Salaires

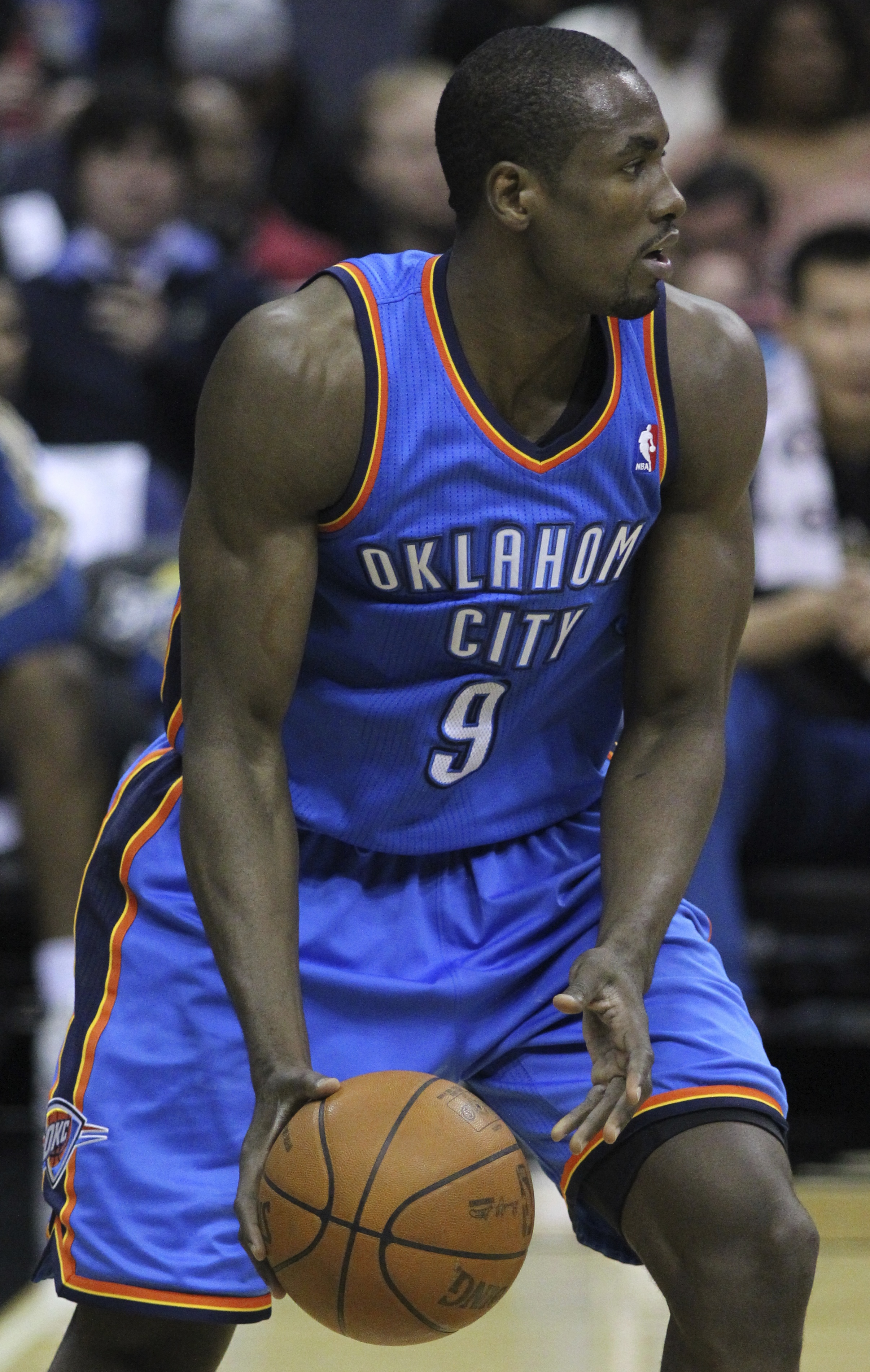
Serge Ibaka en mars 2011.

Les gains de Serge Ibaka en NBA sont les suivants :
| Saison      | Équipe      | Salaire       |
| ----------- | ----------- | ------------- |
| 2009-2010   | Thunder     | 1 120 200 $   |
| 2010-2011   | Thunder     | 1 204 200 $   |
| 2011-2012*  | Thunder     | 1 288 200 $   |
| 2012-2013   | Thunder     | 2 253 062 $   |
| 2013-2014   | Thunder     | 12 250 000 $  |
| 2014-2015   | Thunder     | 12 350 000 $  |
| 2015-2016   | Thunder     | 12 350 000 $  |
| 2016-2017   | Raptors     | 12 250 000 $  |
| 2017-2018   | Raptors     | 20 061 729 $  |
| 2018-2019   | Raptors     | 21 666 667 $  |
| 2019-2020   | Raptors     | 23 271 604 $  |
| 2020-2021   | Clippers    | 9 258 000 $   |
| 2021-2022   | Bucks       | 9 720 900 $   |
| Total Gains | Total Gains | 139 044 562 $ |
| 2022-2023   | Pacers      | 1 836 090 $   |

Notes :
- italique : option joueur
- * En 2011, le salaire moyen d'un joueur évoluant en NBA est de 5 150 000 $[50].

## Pour approfondir